# 汲河
汲河，古称戎河或戎湖，也作溶湖或荣湖，位于安徽省西部，是淮河中游右岸支流。汲河在六安市裕安区固镇镇以上分为东汲河和西汲河，以西汲河为主源。西汲河上源“沙湾溪”发源于裕安区西南部石婆店镇与金寨县交界的红石埂（海拔630米），向东北大致沿裕安区与霍邱县边界，至固镇镇右汇东汲河后始称“汲河”，汲河北流经霍邱县城东湖后于溜子口注入淮河。全长160公里，流域面积2200平方公里。
流域内山丘区占73%，平原区占13%，洼地占14%，中下游两岸距岗地较远，地势低洼。流域内多年平均年降水量989.8毫米，年均蒸发量1557.6毫米，多年平均年径流量6.20亿立方米。